# Masateru Ito
Masateru Ito (Osaka, Japón, 19 de noviembre de 1941) es un traductor de obras clásicas de la literatura japonesa al español que trabajó para el servicio exterior de su país.

## Datos biográficos
- 1962 Tras estudiar la lengua española y la cultura hispánica en la Universidad de Estudios Extranjeros de Osaka, ingresa en el Ministerio de Relaciones Exteriores del Japón.
- 1965-1969 Embajada del Japón en México (Tercer Secretario)
- 1973 -1977 Embajada del Japón en República Dominicana (Segundo Secretario)
- 1980-1981 Instituto de Cooperación Iberoamericana, España
- 1981-1983 Embajada del Japón en Argentina (Primer Secretario)
- 1983-1986 Embajada del Japón en México (Consejero)
- 1986-1989 Director del Segundo Departamento de América Latina y el Caribe, Ministerio de Relaciones Exteriores
- 1989-1992 Embajada del Japón en Argentina (Ministro)
- 1992-1995 Cónsul General del Japón en Miami, Estados Unidos
- 1995-1998 Cónsul General del Japón en Río de Janeiro, Brasil
- 1998-2001  Embajador del Japón en Honduras
- 2001-2004 Embajador del Japón en Venezuela
- 2004 - Embajador en misión especial para la Reforma de las Naciones Unidas, Profesor invitado de la Universidad de Hitotsubashi, Profesor invitado de la Universidad de Seisen, Vicepresidente de la Asociación de América Latina y el Caribe, Presidente de la Sociedad Japón-Venezuela, etc.

## Premios y distinciones
- Condecoraciones de México (1969)
- Condecoraciones de Perú (1973)
- Condecoraciones de Argentina
- Condecoraciones de Honduras (2001)
- Condecoraciones de Venezuela (2004)
- Premio especial de la Sociedad de Traductores del Japón (2015)

## Publicaciones de las traducciones
- HOJOKI – Canto a la vida desde una choza, El Nacional, Venezuela, 2004.
- HOJOKI - Canto a la vida desde una choza,  Emecé Editores S.A. Argentina 2009.
- Los cantos en el pequeño paraíso – Selecciones de Kanginshu, Emecé Editores S.A, Argentina 2012.
- La danza del polvo – Selecciones de Ryojin-hisho,  bid & co. editor Venezuela 2013.
- Piedra de sol por Octavio Paz, Editorial del Instituto Superior de Cultura y Ciencias, Japón 2014.
- HOJOKI – Canto a la vida desde una choza (edición bilingüe), Taiseido Shobo, Japón 2015.
- Las cartas de relación de Hernán Cortés, Editorial de la Universidad Hosei, Japón 2015.
- Diarios de Viaje, Fondo de Cultura Económica, Argentina 2015.
- Este mundo astuto  por Ihara Saikaku, bid & co. editor, Venezuela 2016.
- Cien Poetas, Un poema Cada Uno - Ogura Hyakunin Isshu (edición bilingüe), Taiseido Shobo, Japón 2016.
- Un puñado de arena por Ishikawa Takuboku (edición bilingüe), Taiseido Shobo, Japón 2017.
- Sendas de Oku por Matsuo Bashô (edición bilingüe), Taiseido Shobo, Japón 2018.
- Diario en roomaji por Ishikawa Takuboku, Hiperión, España 2018
- Tristes juguetes por Ishikawa Takuboku, Hiperión, España 2019.
- TANNISHO - Palabras de Shinran sobre el Camino de la Tierra Pura recogidas por su discípulo Yuien, Sígueme, España 2020
- MAN' YOSHU‐ Colección de la Miríada de hojas Taiseido Shobo, Japón, 2020
- Senryuu de Edo - Haifu Yanagidaru-, Hiperión, España 2024